# Erax crassicauda
Erax crassicauda är en tvåvingeart som först beskrevs av Friedrich Hermann Loew 1862.  Erax crassicauda ingår i släktet Erax och familjen rovflugor. Inga underarter finns listade i Catalogue of Life.